# علی زارع
علی زارع (زادهٔ ۲۴ اردیبهشت ۱۳۸۰) بازیکن فوتبال اهل ایران است که در پست مهاجم برای باشگاه پیکان تهران در لیگ برتر خلیج فارس بازی می‌کند.